# Българско училище „Дора Габе“ (Мюнхен)
Българското училище „Дора Габе“ (на немски: Bulgarische Schule „Dora Gabe“) е училище на българската общност в град Мюнхен. През учебната 2023–2024 г. в него преподават 30 учители и се обучават 240 ученици. Директор на училището от създаването му насам е Мима Пенчова.

## История
Училището е открито през 2013 г. с патрон Дора Габе, разположено на адрес: Hamburger Str. 32. Създадено е по инициатива на три ентусиастки – Яна Дечева-Книпелмайер, Марияна Василева и Мима Пенчова, която става директор на училището. Започва с 5 деца, а в края на учебната година са вече 25.
През 2023 г. училището се намира и в нова сграда на адрес: Gerastr. 6.

## Обучение
Училището има две местоположения в Мюнхен, в едното се обучават учениците от предучилищните групи и I клас, а на другото – учениците от II до XII клас.